# Halogeton alopecuroides
Halogeton alopecuroides är en amarantväxtart som först beskrevs av Alire Raffeneau Delile, och fick sitt nu gällande namn av Horace Bénédict Alfred Moquin-Tandon. Halogeton alopecuroides ingår i släktet Halogeton och familjen amarantväxter. Inga underarter finns listade i Catalogue of Life.